# کبوتردریایی‌سانان
کبوتردریایی‌سانان (Procellariiformes) یکی از راسته‌های پرندگان است. این راسته قبلاً بینی‌لوله‌ای‌ها (Tubinares) نامیده می‌شد.
کبوتردریایی‌سانان پرندگانی دریایی هستند که سوراخ‌های بینی آنها لوله‌ای‌شکل است و منقار آنها از هفت تا نُه صفحهٔ شاخی مشخص تشکیل شده است.
پرندگان این راسته تماماً دریارو هستند و خوراک خود را از اقیانوسها به‌دست می‌آورند. زیستگاه آن‌ها همه اقیانوس‌های جهان را در بر می‌گیرد و بیشترین تنوع تندبادسانان در نیوزلند است.
این گونه از پرندگان بال‌های بلند و بینی لوله مانندی دارند. این پرندگان شناگر به صورت عمده از ماهی تغذیه می‌کنند و تنها هنگام تولید مثل به ساحل می‌آیند. پرواز این گونه از پرندگان به شکل بال‌بازروی‌های کوتاه و با بال زدن‌های تند و نامنظم همراه است.